# 斯蒂芬·海勒
斯蒂芬·海勒（德語：Stephen Heller；1813年5月15日—1888年1月14日），匈牙利作曲家，钢琴家。早年从车尔尼学习，后移居巴黎，成为著名的钢琴演奏家。海勒目前主要由于大量钢琴练习曲知名，特别是他的作品45，46，47号是优秀的练习曲，常用于钢琴教学。